# Ancalagon
Ancalagon, sobrenombrado el Negro, es un dragón que pertenece al legendarium creado por el escritor británico J. R. R. Tolkien y que aparece en su novela póstuma El Silmarillion. Su nombre significa «mandíbulas rápidas» o «tormenta mordiente» en la lengua élfica sindarin.

## Historia
Fue creado por el vala Morgoth en los pozos de su fortaleza, Angband, en algún momento de la Primera Edad del Sol y allí fue criado, convirtiéndose en el más poderoso de los dragones de todas las edades. 
Ancalagon fue uno de los primeros Urulóki (serpientes de fuego) que poseían la capacidad de volar y esa nueva especie de dragones fue bautizada como dragones alados. En la Guerra de la Cólera, Ancalagon fue al mando del ejército de los dragones de Morgoth durante la batalla final. En la batalla apareció Eärendil a bordo de su barco Vingilot, conduciendo a las Águilas de Manwë. Ancalagon fue muerto por Eärendil, y al caer del cielo, derribó las torres  de  Thangorodrim. El resto de dragones alados fueron exterminados junto a él, aunque se sabe que algunos sobrevivieron escondidos en montañas, de los cuales descendía Smaug, el dragón que aparece en la novela El hobbit.